# Equinox

In Bogota verrijst de zon in juni boven Monserrate, in december boven Cerro de Guadalupe, tijdens de equinoxen van maart en september vanuit de vallei tussen deze twee bergtoppen.

Een equinox (Latijn: aequinoctium, gelijke nacht) (ook: nachtevening of dag-en-nachtevening) is een van de twee tijdstippen in het jaar waarop de zon loodrecht boven de evenaar staat, of anders bekeken, het tijdstip dat de zon door een van de snijpunten van de ecliptica en hemelequator gaat. De zon passeert tijdens de equinox het vlak van de aardse evenaar (de evennachtslijn), op weg van zuidelijk- naar het noordelijk halfrond, of andersom. Op het tijdstip van de equinox is de lengte van dag en nacht overal op aarde ruwweg gelijk, namelijk een half etmaal — en komt de zon precies in het oosten op. Een uitzondering hierop zijn de Noord- en de Zuidpool. Daar komt de zon op bij de ene equinox en gaat hij onder bij de andere equinox.

## Lente- en herfstequinox
Er vindt op aarde tweemaal per jaar een equinox plaats, namelijk op of rond 20 maart (Latijn: aequinoctium vernale) en op of rond 23 september (Latijn: aequinoctium autumnale). Omdat op het noordelijk halfrond deze equinoxen (of aequinoctia) respectievelijk het begin van de lente en het begin van de herfst aanduiden, worden beide vaak onderscheiden als lente-equinox en herfstequinox. De genoemde jaargetijden gelden maar voor de helft van de aarde: op het zuidelijk halfrond betekent de equinox van maart juist het begin van de herfst en de equinox van september het begin van de lente.
| 2016 | 20 | 04:31 | 20 | 05:31 | 20 | 22:35 | 21 | 00:35 | 22 | 14:21 | 22 | 16:21 | 21 | 10:45 | 21 | 11:45 |
| 2017 | 20 | 10:29 | 20 | 11:29 | 21 | 04:25 | 21 | 06:25 | 22 | 20:02 | 22 | 22:02 | 21 | 16:29 | 21 | 17:29 |
| 2018 | 20 | 16:15 | 20 | 17:15 | 21 | 10:07 | 21 | 12:07 | 23 | 01:54 | 23 | 03:54 | 21 | 22:22 | 21 | 23:22 |
| 2019 | 20 | 21:58 | 20 | 22:58 | 21 | 15:54 | 21 | 17:54 | 23 | 07:50 | 23 | 09:50 | 22 | 04:19 | 22 | 05:19 |
| 2020 | 20 | 03:50 | 20 | 04:50 | 20 | 21:43 | 20 | 23:43 | 22 | 13:31 | 22 | 15:31 | 21 | 10:03 | 21 | 11:03 |
| 2021 | 20 | 09:37 | 20 | 10:37 | 21 | 03:32 | 21 | 05:32 | 22 | 19:21 | 22 | 21:21 | 21 | 15:59 | 21 | 16:59 |
| 2022 | 20 | 15:33 | 20 | 16:33 | 21 | 09:14 | 21 | 11:14 | 23 | 01:04 | 23 | 03:04 | 21 | 21:48 | 21 | 22:48 |
| 2023 | 20 | 21:25 | 20 | 22:25 | 21 | 14:58 | 21 | 16:58 | 23 | 06:50 | 23 | 08:50 | 22 | 03:28 | 22 | 04:28 |
| 2024 | 20 | 03:07 | 20 | 04:07 | 20 | 20:51 | 20 | 22:51 | 22 | 12:44 | 22 | 14:44 | 21 | 09:20 | 21 | 10:20 |
| 2025 | 20 | 09:02 | 20 | 10:02 | 21 | 02:42 | 21 | 04:42 | 22 | 18:20 | 22 | 20:20 | 21 | 15:03 | 21 | 16:03 |
| 2026 | 20 | 14:46 | 20 | 15:46 | 21 | 08:25 | 21 | 10:25 | 23 | 00:06 | 23 | 02:06 | 21 | 20:50 | 21 | 21:50 |

## Gerelateerde verschijnselen
Het moment van wereldwijd evenwicht tussen dag- en nachtlengte valt samen met een maximale verandering per dag in daglengte tussen kortste en langste dag - en idem voor de groei respectievelijk het krimpen van de nachtlengte. Bijvoorbeeld: tussen 17 en 27 maart lengen de dagen op Vlieland met 42 minuten, in Brussel met 38 minuten. Per dag gemiddeld dus een groei van 4,2 resp. 3,8 minuten. In streken dichter bij de polen wordt het krimpen en rekken van dag en nacht, juist omstreeks de equinoxen, nog aanzienlijk spectaculairder.
Een ander duidelijk waarneembaar kenmerk van de equinoxen is dat in deze perioden de schemering het kortst duurt, terwijl deze rond de zonnewende het langst duurt. Dichter bij de evenaar wordt dit verschil overigens kleiner en op de evenaar is er zelfs geen verschil, daar duurt de schemering het hele jaar extreem kort: minder dan een uur.

## Equinox-gerelateerde bouwwerken
Diverse antieke en moderne bouwwerken zijn zo gemaakt dat de zon op de equinox op een speciale manier in of langs het gebouw schijnt, bijvoorbeeld door een deuropening, over een bepaald richtpunt. Voorbeeld van dergelijke gebouwen zijn Stonehenge, de Piramide van Cheops (Egypte), El Castillo (Yucatán, Mexico) het Observatorium Lelystad, de Megalithische tempels van Mnajdra (Malta) en het Pantheon (Rome). 
In de wiccareligie zijn de equinoxen belangrijke momenten in de kalender.

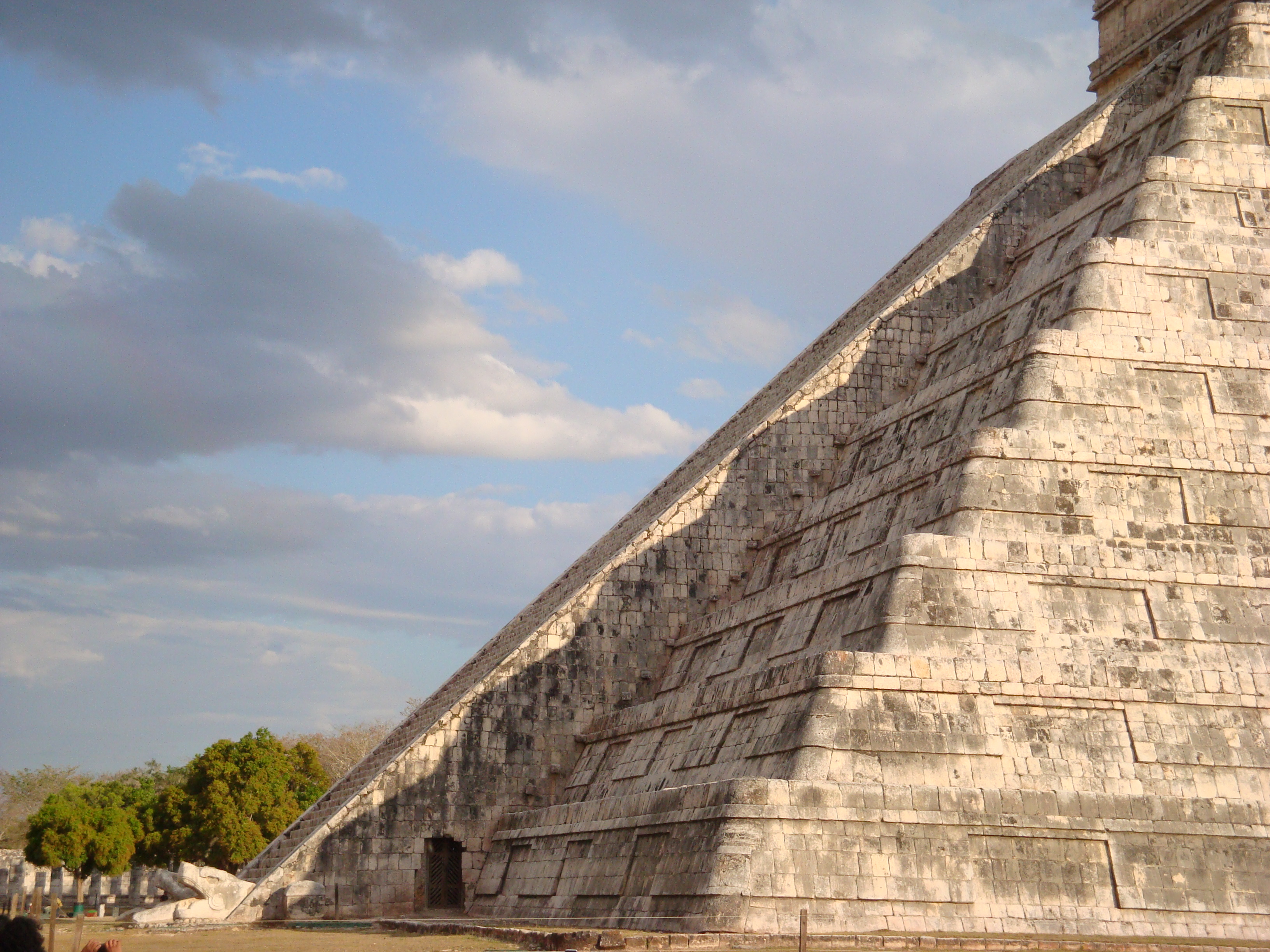
De equinox bij El Castillo, Mexico; een slang is zichtbaar tijdens het lentepunt
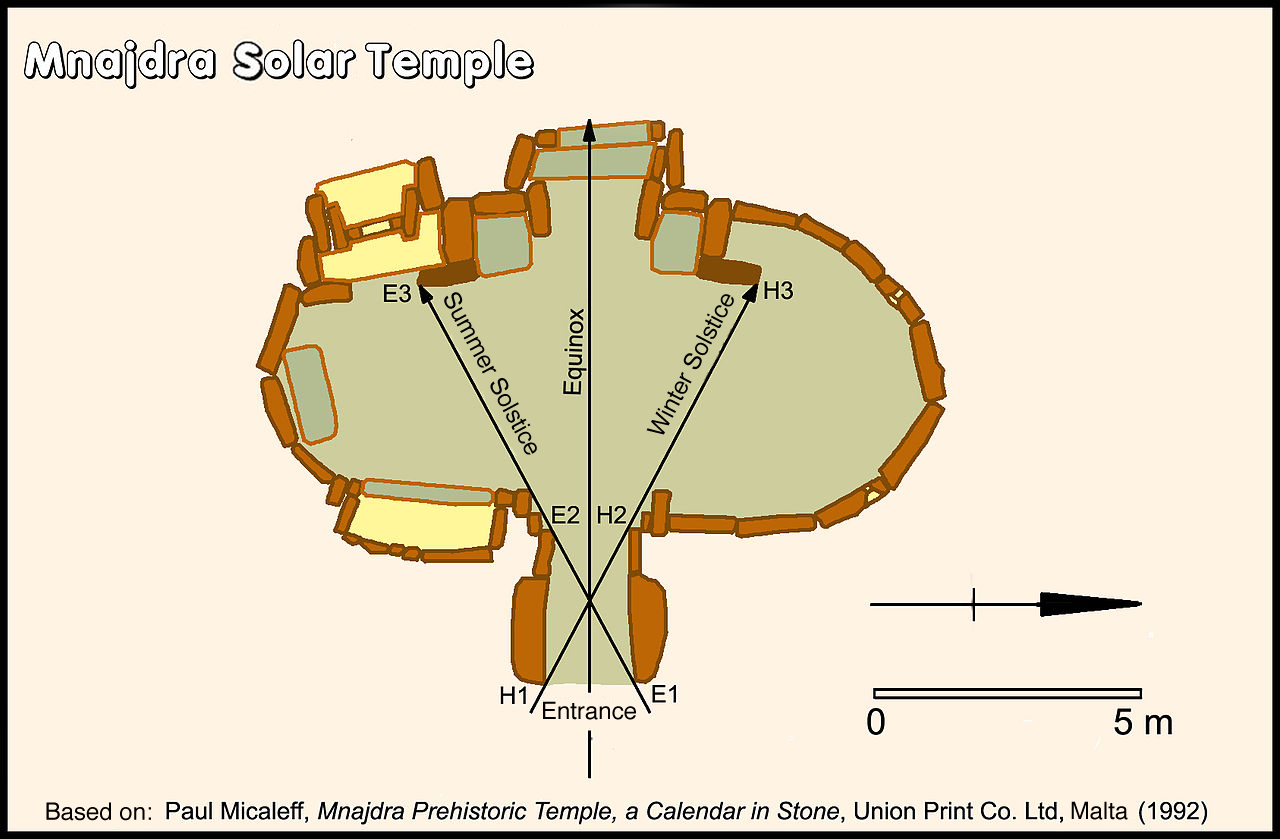
Schematische weergave van de equinoxen en zonnewendes in de Megalithische tempels van Mnajdra
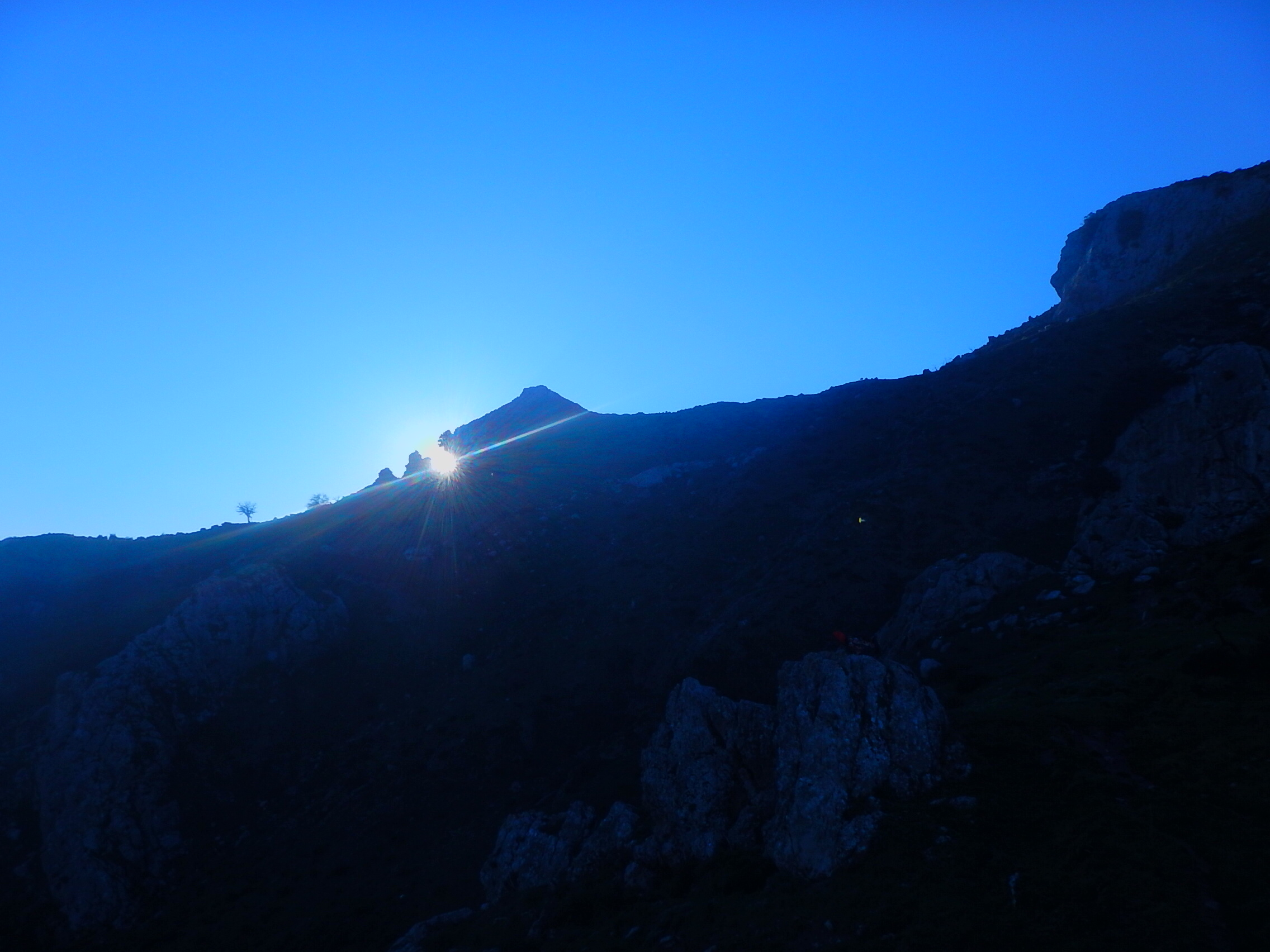
Zonsondergang van de zon bij de equinox gezien vanaf de Pizzo Vento-site in Fondachelli Fantina, Sicilië